# Laurent Louis Adrian Bonnin
Laurent Louis Adrian Bonnin (ur. 24 kwietnia 1865 w Vivonne, zm. 20 marca 1926 w Paryżu) – generał dywizji armii francuskiej.

## Życiorys
Laurent Bonnin był synem Louisa Benjamina i Marie Philomène Arnoux.
17 listopada 1883 wstępuje do wojska francuskiego i otrzymuje przydział do 12 batalionu strzelców pieszych (12e bataillon de chasseurs à pied). 31 października 1886 zostaje odkomenderowany do Akademii Wojskowej w Saint Cyr, którą kończy w 1888 (71 promocja de Châlons) i zostaje mianowany podporucznikiem piechoty morskiej.
Od 1 stycznia 1892 był oficerem francuskich wojsk kolonialnych. Służył w Indochinach, odbył kampanię tonkinską (w Wietnamie) 1890–1892 i walczył w Kochinchinie. Był oficerem 4 pułku piechoty morskiej (4e régiment d'infanterie de marine). Od 1 stycznia 1894 przeniesiony do 4 pułku w Tulonie a następnie po dwóch latach wysłany ponownie do Tonkinu. W Indochinach służy do stycznia 1897 i powraca w szeregi 4 pułku. 8 kwietnia 1898 zostaje awansowany do stopnia kapitana. Od stycznia 1899 służy w Kochinchinie. W styczniu 1900 przeniesiony do 1er régiment de tirailleurs annamites. 10 lipca 1913 był dowódcą batalionu w 21 pułku piechoty morskiej (21e régiment d'infanterie de marine).
W I wojnie światowej dowódca pułku piechoty i brygady piechoty na froncie niemieckim. Mianowany generałem brygady w 1917. W latach 1918–1919 dowódca 7 Dywizji Strzelców Polskich w Armii Polskiej we Francji. W Polsce dowódca Grupy Operacyjnej swojego imienia na froncie bolszewickim. W 1921 został odznaczony polskim Krzyżem Walecznych (czterokrotnie). Po powrocie do Francji dowódca dywizji piechoty w Syrii. Od 1923 w stanie spoczynku z awansem na generała dywizji.
5 września 1898 w Pont-l’Abbé-d’Arnoult poślubił Règine Fernande Marie Clotilde Roussie (4.III.1876–1958). Miał syna Jacques’a (1888–1965).

## Ordery i odznaczenia
- Wielki Oficer Legii Honorowej – 23 kwietnia 1923[1]
- Komandor Legii Honorowej - 18 kwietnia 1918[1]
- Oficer Legii Honorowej - 10 lipca 1913[1]
- Kawaler Legii Honorowej - 29 grudnia 1892[1]
- Krzyż Walecznych (czterokrotnie)